# Martín Rivero
Martín Horacio Rivero (Roldán, 13 november 1989) is een Argentijns voetballer. In 2015 tekende hij een contract bij CA Aldosivi.

## Clubcarrière
Rivero begon zijn carrière in de jeugd bij Rosario Central. In 2008 maakte zijn debuut voor het eerste team. Als aanvallende middenvelder scoorde Rivero vijf doelpunten in eenenvijftig wedstrijden voor Rosario Central. Op 16 februari 2012 werd Rivero uitgeleend aan het Amerikaanse Colorado Rapids. Daar maakte hij zijn debuut op 1 april 2012 tegen Chicago Fire. Rivero werd geloofd door de Amerikaanse media voor zijn prestaties in de wedstrijd tegen Chicago die uiteindelijk eindigde in een 2-0 winst voor Colorado.
Op 30 januari 2014 werd bekend dat Rivero niet zou terugkeren bij Colorado Rapids. Hij tekende vervolgens bij Chivas USA waar hij zeven wedstrijden speelde en daarin drie assists gaf. Het seizoen in 2014 was het laatste seizoen voor voetbalclub Chivas USA (de voetbalclub werd opgeheven), waarna Rivero voor 2015 tekende bij CA Aldosivi.